# 新社会秩序
新社会秩序（葡萄牙語：Nova Ordem Social，缩写为NOS）是葡萄牙的一个极右翼民族主义政治运动。2014年，马里奥·马查多与民族革新者党划清了关系，因为该党反对该运动中更极端的元素。

## 历史
2019年2月，该组织在里斯本街头组织了一场游行，以纪念前总理安東尼奧·德·奧利維拉·薩拉查。游行队伍约有五十人，持续约一小时。
2019年8月10日，新社会秩序组织了一场活动，称之为“葡萄牙最大的民族主义活动”。65名与会者与来自欧洲多个极右翼政党的代表团一起出席了在里斯本SANA酒店举行的活动。作为对事件的回应，数百名示威者在酒店外抗议，总理安东尼奥·科斯塔被批评在政府的命令下允许事件在没有干预的情况下进行。